# Andrés I de Hungría
Andrés I (en latín, Andreas I; en húngaro, I. András o I. Endre; c. 1020-c. 6 de diciembre de 1060), llamado «el Blanco» (en húngaro, Fehér András) o «el Católico» (Katolikus András), fue rey de Hungría desde 1046 hasta su muerte. Descendía de una rama más joven de la dinastía Árpad. Después de pasar quince años en el exilio, ascendió al trono durante una gran revuelta de húngaros paganos. Fortaleció la posición del cristianismo católico en el Reino de Hungría y defendió con éxito su independencia contra el Sacro Imperio Romano Germánico.
Sus esfuerzos para asegurar la sucesión de su hijo Salomón resultaron en la insurrección de su hermano Bela. Este último destronó a Andrés en 1060, quien sufrió graves heridas durante los combates y murió antes de que su hermano fuera coronado rey.

## Primeros años

### Infancia (c. 1015-1031)
Las fuentes medievales proporcionan dos informes contradictorios sobre los padres de Andrés y sus dos hermanos, Levente y Bela. Por ejemplo, la Crónica de Zagreb y la Pasión de san Gerardo indican que su padre era Basilio (Vazul), nieto de Taksony, gran príncipe de los húngaros (r. c. 955-970). La Crónica iluminada (Chronicon Pictum) y otros manuscritos medievales hablan sobre la relación de Basilio con «alguna chica» del clan Tátony que dio a luz sus hijos y que por tanto «no nacieron de un verdadero lecho matrimonial». Según una tradición paralela que ha sido preservada por la mayoría de las crónicas, los tres príncipes eran hijos del hermano de Basilio, Ladislao «el Calvo». Los historiadores modernos que rechazan este último informe están de acuerdo en que Andrés y sus hermanos descendían de Basilio y su concubina del clan Tátony. Según el historiador Gyula Kristó, Andrés fue el segundo de los tres hijos de Basilio y que nació c. 1015.

### Exilio (1031-1046)

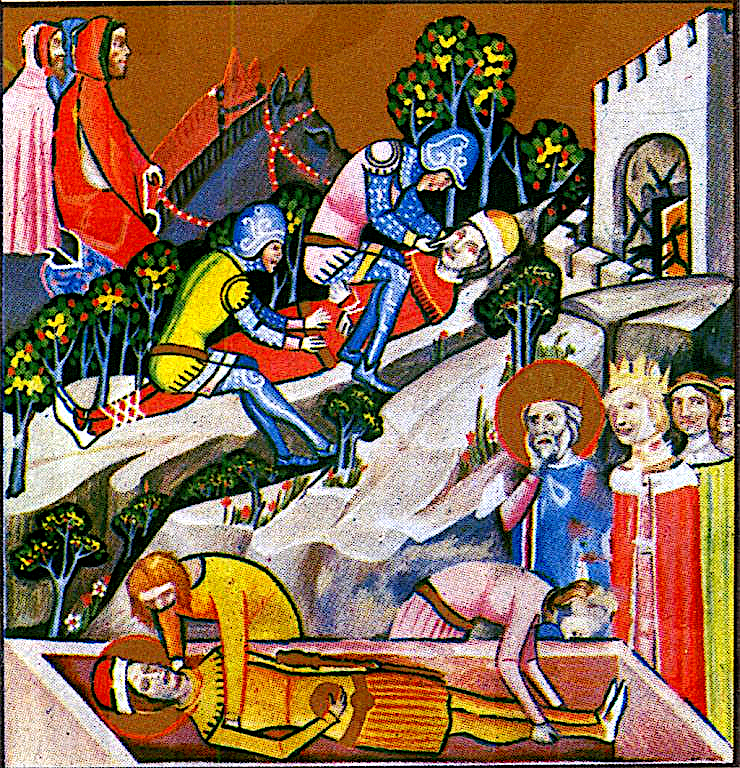
El cegamiento de Basilio (Vazul) después de la muerte de Emerico, el único hijo del rey Esteban I de Hungría (Crónica iluminada).

De acuerdo con las crónicas medievales, Basilio fue cegado durante el reinado de su primo el rey Esteban I, el primer monarca cristiano de Hungría (r. 997-1038). El rey ordenó el desmembramiento de Basilio después de muerte de Emerico (en 1031), el único hijo de Esteban que sobrevivió la infancia. Los contemporáneos Anales de Altaich (Annales Altahenses) dicen que Esteban ordenó la mutilación de uno de sus parientes —que tenía una fuerte pretensión al trono— en un intento de asegurar una sucesión pacífica del hijo de su hermana, Pedro Orseolo. La misma fuente añade que el rey expulsó de Hungría a los tres hijos de su primo ciego. Según el resto de crónicas húngaras, el rey Esteban quiso salvar la vida de los jóvenes príncipes de sus enemigos en la corte real y «los aconsejó [que] rápidamente» salieran del país.

Después que su propio hijo murió [mientras vivía] su padre, y no teniendo otros hijos, Esteban, el rey de la buena memoria, que era tío materno [de Pedro Orseolo], lo adoptó y lo nombró heredero de su reino. Para el hijo de su pariente que no estaba de acuerdo con él en esto, [Esteban] lo hizo cegar, incluso si era más digno del reino, y envió a sus hijos pequeños al exilio.
Anales de Altaich. 

Exiliados de Hungría, Andrés y sus hermanos se establecieron en la corte del duque Ulrico I de Bohemia (r. 1012-1033). Allí se encontraron con el rey Miecislao II Lampert de Polonia (r. 1025-1031, 1032-1034), quien también se había refugiado en Bohemia, después de que sus oponentes lo  expulsaron de su reino. El monarca polaco recuperó el trono y volvió a Polonia en 1032. Andrés, Bela y Levente, cuya «condición de vida era pobre y mala» en Bohemia, siguieron a Miecislao II Lampert, quien los recibió «amable y honorablemente» en Polonia. Después de que el más joven de ellos, Bela, se casó con una hija de Miecislao II Lampert, Andrés y Levente decidieron abandonar Polonia, porque «sentían que en Polonia estaban viviendo bajo la sombra de su hermano», según Simón de Kéza.
Las crónicas húngaras han conservado una historia llena de detalles fabulosos o anacrónicos de las aventuras de los dos hermanos. Por ejemplo, narran que Andrés y Levente fueron capturados por cumanos, pero estos últimos llegaron a Europa en los años 1050. Luego de enfrentarse a muchas dificultades, Andrés y Levente se establecieron en la corte de Yaroslav I «el Sabio», gran príncipe de la Rus de Kiev (r. 1019-1054) a finales de los años 1030. Andrés se casó con la hija del gran príncipe, Anastasia. Kristó indicó que Andrés —quien hasta entonces había permanecido pagano— fue bautizado para esa ocasión.

Una vez recibido el permiso de[l monarca polaco, Andrés y Levente] dejaron a su hermano [Bela] y se dirigieron al rey de Lodomeria, que no los recibió. Como no tenían dónde reclinar la cabeza, se fueron de allá donde los cumanos. Viendo que eran personas de excelente porte,  [los cumanos] pensaron que habían venido a espiar el país, y a menos que un húngaro cautivo los hubiera reconocido, ciertamente los habrían matado; pero los mantuvieron con ellos durante algún tiempo. Luego se fueron de allí a Rusia.
Crónica iluminada. 

### Retorno a Hungría (1046)

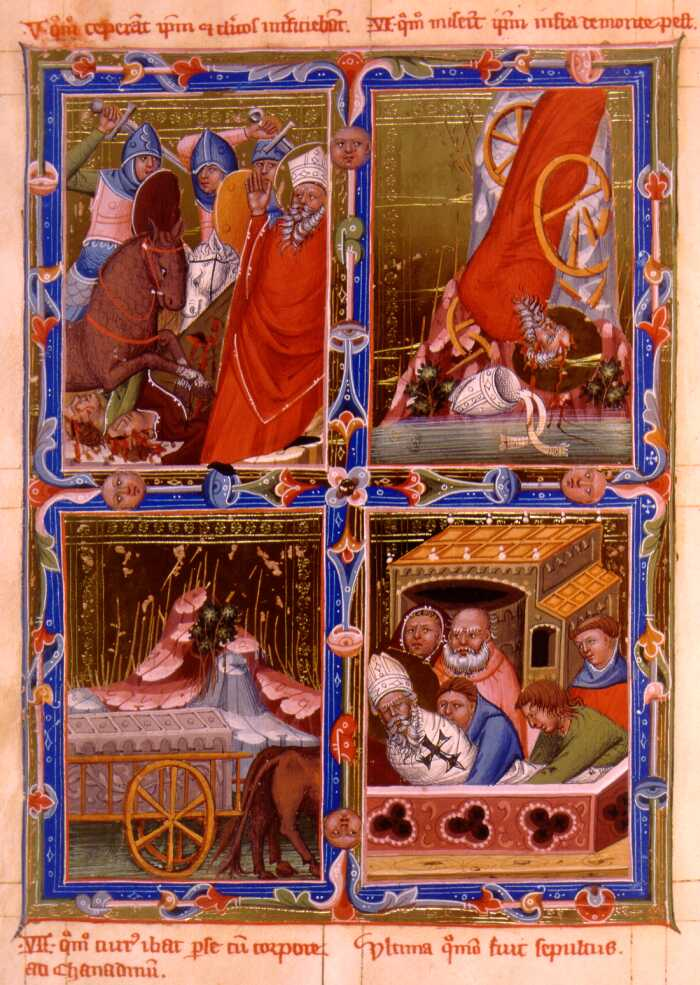
Paganos asesinando sacerdotes católicos y el martirio del obispo Gerardo de Csanád (miniaturas del Anjou Legendarium).

Mientras tanto, Pedro Orseolo había sucedido al rey Esteban I en Hungría en 1038 y enajenó a muchos grupos de señores y prelados, especialmente cuando reconoció solemnemente la soberanía del emperador romano Enrique III en 1045. Según la Crónica iluminada, los señores descontentos, «al ver los sufrimientos de su pueblo», se reunieron en Csanád (Cenad, Rumania). Acordaron enviar mensajeros a Andrés y Levente a Kiev para convencerlos de regresar a Hungría. Temerosos de «alguna emboscada traicionera», ambos hermanos solo se pusieron en marcha después de que los hombres que habían enviado desde Hungría confirmaron que los húngaros estaban listos para una rebelión contra el rey.
Cuando los hermanos decidieron volver, una insurrección había estallado en Hungría. Estaba liderada por paganos que capturaron a muchos clérigos y los sacrificaron sin misericordia. Andrés y Levente se encontraron a los rebeldes en Abaújvár. La Crónica iluminada narra cómo los paganos instaron a los duques a «permitir que el pueblo viviera según los ritos de los paganos, asesinar a los obispos y al clero, destruir las iglesias, deshacerse de la fe cristiana y adorar ídolos». La misma fuente añade que Andrés y Levente cedieron a sus demandas, «pues de lo contrario no lucharían» con ellos contra el rey Pedro.
Los Anales de Altaich afirman que Andrés «salvajemente se enfureció contra el rebaño de la Santa Iglesia». Sin embargo, el obispo Gerardo de Csanád y otros cuatro prelados se dispusieron para unirse a Andrés, pero los paganos capturaron y mataron a tres de ellos (incluido Gerardo) en Buda. El rey Pedro decidió huir de Hungría y refugiarse en Austria. Sin embargo, los enviados de Andrés engañaron al monarca para que regresara antes de llegar a la frontera; allí lo capturaron y lo cegaron.

## Reinado

### Coronación (1046-1047)
La mayoría de los señores húngaros y los prelados se opusieron a la restauración del paganismo. Preferían al devoto cristiano Andrés que a su hermano pagano Levente, a pesar de que —según Kristó y Steinhübel— este último era el mayor entre los tres hijos de Basilio. Las crónicas húngaras dicen que Levente —quien murió poco tiempo después— no se opuso a la ascensión de su hermano al trono. Los tres obispos que  sobrevivieron al levantamiento pagano coronaron a Andrés en Székesfehérvár en el último trimestre de 1046 o en la primavera de 1047. El historiador Ferenc Makk afirmó que Andrés fue investido con una corona que el emperador bizantino Constantino IX Monómaco le había enviado. Nueve láminas esmaltadas de esta corona de oro fueron desenterradas en Nyitraivánka (Ivanka pri Nitre, Eslovaquia) en el siglo XIX. Andrés pronto rompió con sus partidarios paganos, restauró el cristianismo y prohibió los ritos paganos. Según Kosztolnyik, los epítetos de Andrés («el Blanco» o «el Católico») están conectados a estos acontecimientos.

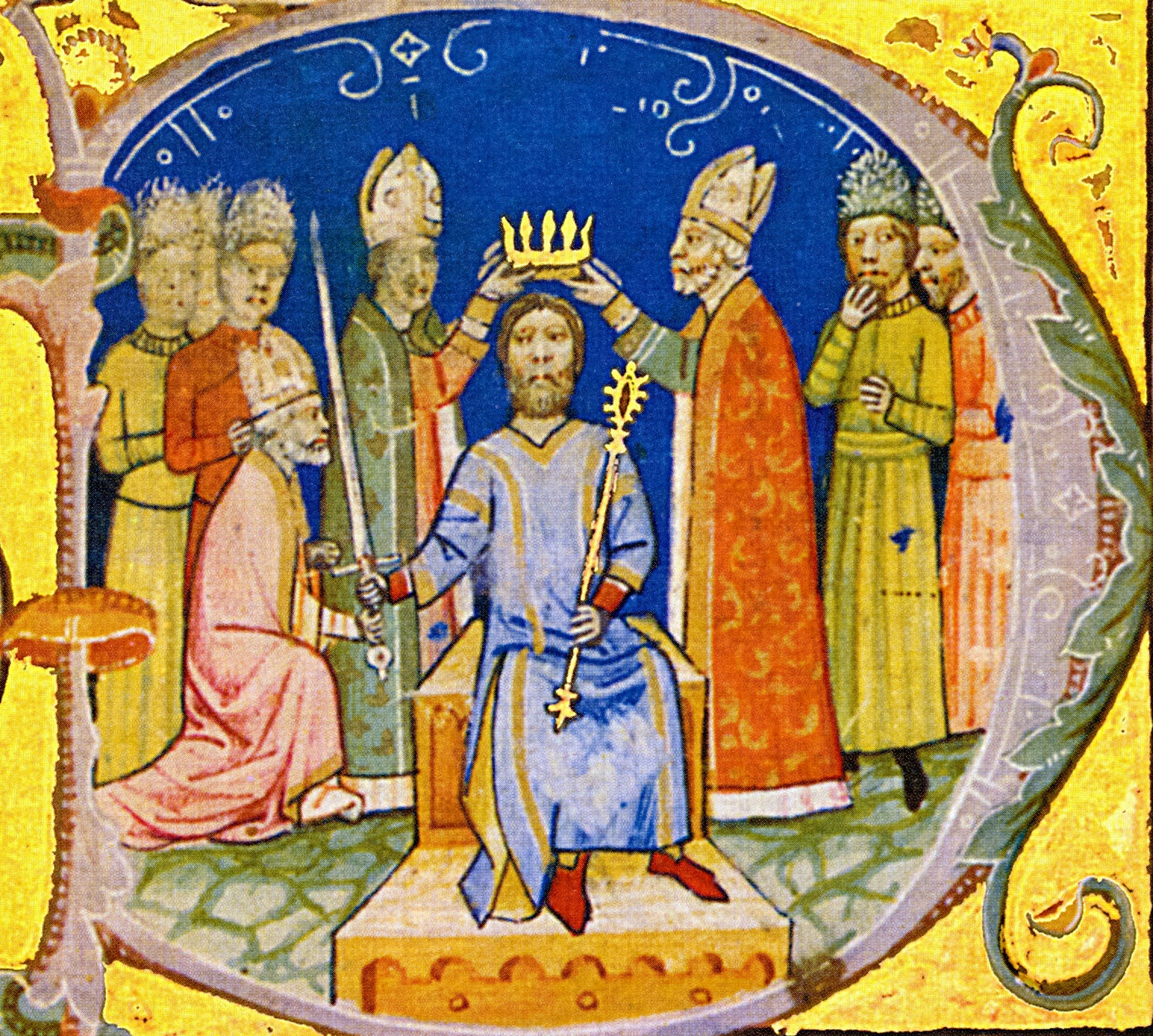
Coronación de Andrés I (Crónica iluminada).

Habiéndose asegurado entonces contra las perturbaciones de los enemigos, el duque Andrés recibió la corona de la dignidad real en la ciudad real de Alba. No más de tres obispos que habían escapado a esa gran matanza de los cristianos realizaron la ceremonia de coronación en el año de nuestro Señor 1047. [Andrés] Hizo proclamar a su pueblo que, bajo pena de muerte, dejaran a un lado los ritos paganos que anteriormente les habían sido permitidos y que volvieran a la fe verdadera de Cristo y vivieran en las cosas según la ley que el rey Esteban les había enseñado.
Crónica iluminada. 

### Guerras con el Sacro Imperio Romano Germánico (1047-1053)
El contemporáneo Hermann von Reichenau escribió que Andrés «envió frecuentes mensajeros con humildes súplicas» a Enrique III, proponiéndole «un tributo anual y leal servicio» si el emperador reconocía su reinado. Andrés persuadió a su hermano Bela a Hungría en 1048. También concedió a su hermano un tercio del reino (ducatus) con el título de duque. El ducado de Bela comprendía dos regiones que rodeaban Nitra, Eslovaquia y Biharia, Rumania, respectivamente.
Las escaramuzas en la frontera entre Hungría y el Sacro Imperio comenzaron en 1050. El emperador Enrique III invadió Hungría en agosto de 1051, pero Andrés y Bela aplicaron con éxito tácticas de tierra quemada contra las tropas imperiales y las obligaron a retirarse. La leyenda dice que las colinas de Vértes cerca de Székesfehérvár fueron llamadas así por las armaduras —vért en húngaro— que fueron desechadas por los soldados alemanes en retirada.
Andrés inició nuevas negociaciones de paz con el emperador y prometió pagar un tributo anual, pero sus ofertas fueron rechazadas. En el próximo verano, el emperador regresó a Hungría y asedió Presburgo (Bratislava). Según la Crónica iluminada, Zotmundo —«un nadador muy hábil»— desbarató los barcos del emperador. Después que el papa León IX medió en las negociaciones, el emperador levantó el sitio y se retiró de Hungría. Andrés pronto rechazó cumplir sus promesas hechas bajo coacción e incluso se alió con el duque de Baviera —Conrado I—, un importante rival del emperador Enrique III.

Debido a que Andrés, el rey de los húngaros, estaba cada vez menos inclinado a enviar mensajeros y a hacer promesas sobre un tratado de paz, [el emperador] sitió la fortaleza de Presburgo y la atacó durante mucho tiempo con varias máquinas de guerra. Sin embargo, puesto que Dios ayudó a los asediados, que le invocaban con ansiedad, sus esfuerzos siempre se frustraron y no pudo capturarla. Mientras tanto, el papa León había intervenido a petición de Andrés para hacer la paz y llamó al emperador a poner fin al asedio. Puesto que [el papa] encontró [al emperador dispuesto] en todo aspecto de acuerdo con él, al descubrir que Andrés por el contrario era menos obediente a su consejo, se enojó y amenazó a este último con la excomunión por burlarse de la sede apostólica.
Crónica de Hermann von Reichenau. 

### Crisis de sucesión y muerte (1053-1060)
La consorte de Andrés, Anastasia, dio a luz a un hijo, al que llamaron Salomón en 1053. El rey intentó asegurar la sucesión de su hijo, incluso contra su hermano Bela, quien tenía una fuerte pretensión de sucederle según el principio tradicional de antigüedad.
La relación de los hermanos no se deterioró inmediatamente después del nacimiento de Salomón. En el acta de fundación de la abadía de Tihany —un monasterio benedictino establecido en 1055 por Andrés—, el duque Bela estuvo entre los señores que atestiguaron la ocasión. Esta carta —aunque escrita principalmente en latín— contiene el texto más antiguo que existe en lengua húngara: Feheruuaru rea meneh hodu utu rea («en el paso militar que conduce a Fehérvár»). Andrés también estableció una laura para los ermitaños ortodoxos en Tihany y un monasterio ortodoxo cerca de Visegrád. El Tercer libro de leyes del rey Ladislao I de Hungría (r. 1077-1095) habla sobre una «inspección de bienes del juez Sarkas» en la época «[d]el rey Andrés y el duque Bela». Según György Györffy, los siervos de los dominios reales fueron registrados durante esta inspección que tuvo lugar alrededor de 1056.

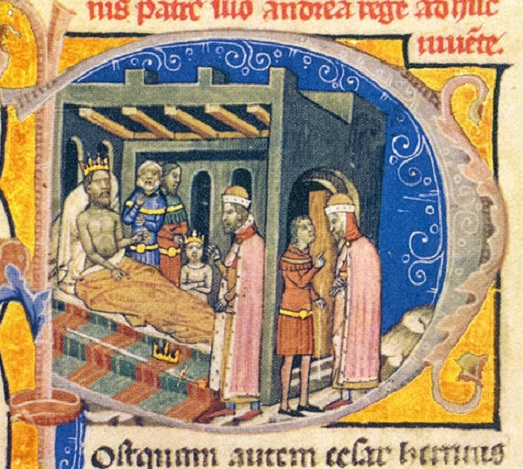
La escena de Tiszavárkony representada en la Crónica iluminada: el paralizado rey Andrés obliga al duque Bela a elegir entre la corona y la espada.

Andrés sufrió un derrame cerebral que le dejó paralizado. En un intento por fortalecer la pretensión de su hijo al trono, hizo que el joven Salomón fuera coronado en el otoño de 1057 o 1058. Para el mismo propósito, también arregló el compromiso de su hijo con Judit, hija del fallecido emperador Enrique III y hermana del nuevo monarca alemán, Enrique IV (r. 1056-1105), en septiembre de 1058. Después, según un episodio narrado por la mayoría de las crónicas húngaras, el rey húngaro invitó al duque Bela a una reunión en Tiszavárkony. Allí, Andrés aparentemente ofreció a su hermano escoger libremente entre una corona y una espada, que eran los símbolos del reino y del ducatus, respectivamente. El duque Bela había sido informado previamente por sus partisanos en la corte que sería asesinado por orden del rey si elegía la corona, por lo que escogió la espada.
Sin embargo, Bela no tenía intención de renunciar a su pretensión de suceder a su hermano y favorecer a su sobrino, así que huyó a Polonia y solicitó ayuda militar al duque Boleslao II «el Temerario» (r. 1058-1079). Con el apoyo del duque, Bela regresó a Hungría a la cabeza de tropas polacas. Por otra parte, la regente Inés de Poitou —que gobernaba el Sacro Imperio Romano Germánico en nombre de su hijo menor, Enrique IV— envió tropas bávaras, bohemias y sajonas para ayudar a Andrés.
La batalla decisiva se libró en las regiones al este del río Tisza. Andrés sufrió lesiones y perdió la batalla. Intentó huir al Sacro Imperio, pero los partidarios de su hermano derrotaron a su comitiva en Moson. Los Anales de Niederaltaich narran que los carros y los caballos lo pisotearon en el campo de batalla. Herido de muerte, Andrés fue capturado y llevado por los partidarios de su hermano a Zirc donde «fue tratado con descuido», según la Crónica iluminada. Andrés murió en la mansión real antes de que su hermano fuera coronado rey el 6 de diciembre de 1060. Fue enterrado en la cripta de la iglesia de la abadía de Tihany.

## Matrimonio y descendencia

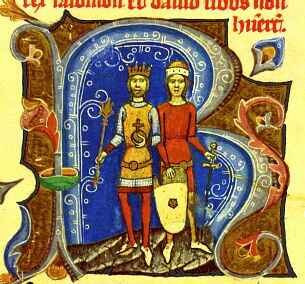
Los dos hijos de Andrés por su esposa, Anastasia de Kiev, el rey Salomón (r. 1063-1074) y el duque David.

La esposa de Andrés, Anastasia de Kiev (c. 1020-1074/1096), era hija del gran príncipe Yaroslav I «el Sabio» y su esposa, Ingegerd, que a su vez era la hija del rey Olaf Skötkonung de Suecia. La boda ocurrió en c. 1038. Su primera hija, Adelaida, nació alrededor de 1040. Se convirtió en la mujer de Bratislao II de Bohemia, quien inicialmente fue duque y, a partir de 1085, rey de Bohemia. El primer hijo varón de Andrés y Anastasia —Salomón— nació en 1053 y el segundo —David— algunos años más tarde. Ni Salomón ni David engendraron hijos; la línea masculina de la familia de Andrés se extinguió con su muerte a finales del siglo XI.

El rey Salomón y David, su hermano, nunca tuvieron hijos, y la simiente del rey Andrés pereció con ellos. Creemos que esto fue por un acto de Dios; porque en su primer regreso con Levente, su hermano, a Hungría, Andrés con el propósito de ganar el reino permitió que el impío Vata y otros hombres muy malvados mataran al santo Gerardo y a muchos cristianos.
Crónica iluminada. 

Las crónicas medievales dicen que Andrés tuvo un hijo natural, llamado Jorge, «con una concubina» de la aldea de Pilismarót. Como su nombre era popular entre los creyentes ortodoxos, Gyula Kristó dice que su madre pudo haber sido una dama de honor rusa de la consorte de Andrés. La teoría de que el clan Drummond en Escocia desciende de Jorge no es aceptada por mayoría de  eruditos.
La siguiente genealogía presenta los antepasados de Bela I de Hungría y sus familiares mencionados en el artículo:
|                      |                      |                         |                         |                         |                         | gran príncipe Taksony   | gran príncipe Taksony   | gran príncipe Taksony | gran príncipe Taksony | gran príncipe Taksony | gran príncipe Taksony |                          |                          | una dama «cumana»*       | una dama «cumana»*       | una dama «cumana»*       | una dama «cumana»*       | una dama «cumana»* | una dama «cumana»* |                   |                   |                         |                         |                         |                         |                         |                         |                        |                        |                        |                        |                     |                     |                     |                     |                   |                   |                   |                   |                   |                   |                 |                 |  |  |       |       |       |       |       |       |
|                      |                      |                         |                         |                         |                         | gran príncipe Taksony   | gran príncipe Taksony   | gran príncipe Taksony | gran príncipe Taksony | gran príncipe Taksony | gran príncipe Taksony |                          |                          | una dama «cumana»*       | una dama «cumana»*       | una dama «cumana»*       | una dama «cumana»*       | una dama «cumana»* | una dama «cumana»* |                   |                   |                         |                         |                         |                         |                         |                         |                        |                        |                        |                        |                     |                     |                     |                     |                   |                   |                   |                   |                   |                   |                 |                 |  |  |       |       |       |       |       |       |
|                      |                      |                         |                         |                         |                         |                         |                         |                       |                       |                       |                       |                          |                          |                          |                          |                          |                          |                    |                    |                   |                   |                         |                         |                         |                         |                         |                         |                        |                        |                        |                        |                     |                     |                     |                     |                   |                   |                   |                   |                   |                   |                 |                 |  |  |       |       |       |       |       |       |
|                      |                      |                         |                         |                         |                         |                         |                         |                       |                       |                       |                       |                          |                          |                          |                          |                          |                          |                    |                    |                   |                   |                         |                         |                         |                         |                         |                         |                        |                        |                        |                        |                     |                     |                     |                     |                   |                   |                   |                   |                   |                   |                 |                 |  |  |       |       |       |       |       |       |
| gran príncipe Géza   | gran príncipe Géza   | gran príncipe Géza      | gran príncipe Géza      | gran príncipe Géza      | gran príncipe Géza      |                         |                         |                       |                       |                       |                       |                          |                          |                          |                          |                          |                          | Miguel de Hungría  | Miguel de Hungría  | Miguel de Hungría | Miguel de Hungría | Miguel de Hungría       | Miguel de Hungría       |                         |                         | una princesa búlgara**  | una princesa búlgara**  | una princesa búlgara** | una princesa búlgara** | una princesa búlgara** | una princesa búlgara** |                     |                     |                     |                     |                   |                   |                   |                   |                   |                   |                 |                 |  |  |       |       |       |       |       |       |
| gran príncipe Géza   | gran príncipe Géza   | gran príncipe Géza      | gran príncipe Géza      | gran príncipe Géza      | gran príncipe Géza      |                         |                         |                       |                       |                       |                       |                          |                          |                          |                          |                          |                          | Miguel de Hungría  | Miguel de Hungría  | Miguel de Hungría | Miguel de Hungría | Miguel de Hungría       | Miguel de Hungría       |                         |                         | una princesa búlgara**  | una princesa búlgara**  | una princesa búlgara** | una princesa búlgara** | una princesa búlgara** | una princesa búlgara** |                     |                     |                     |                     |                   |                   |                   |                   |                   |                   |                 |                 |  |  |       |       |       |       |       |       |
|                      |                      |                         |                         |                         |                         |                         |                         |                       |                       |                       |                       |                          |                          |                          |                          |                          |                          |                    |                    |                   |                   |                         |                         |                         |                         |                         |                         |                        |                        |                        |                        |                     |                     |                     |                     |                   |                   |                   |                   |                   |                   |                 |                 |  |  |       |       |       |       |       |       |
|                      |                      |                         |                         |                         |                         |                         |                         |                       |                       |                       |                       |                          |                          |                          |                          |                          |                          |                    |                    |                   |                   |                         |                         |                         |                         |                         |                         |                        |                        |                        |                        |                     |                     |                     |                     |                   |                   |                   |                   |                   |                   |                 |                 |  |  |       |       |       |       |       |       |
| Esteban I de Hungría | Esteban I de Hungría | Esteban I de Hungría    | Esteban I de Hungría    | Esteban I de Hungría    | Esteban I de Hungría    |                         |                         |                       |                       |                       |                       | una dama del clan Tátony | una dama del clan Tátony | una dama del clan Tátony | una dama del clan Tátony | una dama del clan Tátony | una dama del clan Tátony |                    |                    | Basilio (Vazul)   | Basilio (Vazul)   | Basilio (Vazul)         | Basilio (Vazul)         | Basilio (Vazul)         | Basilio (Vazul)         |                         |                         |                        |                        | Ladislao «el Calvo»    | Ladislao «el Calvo»    | Ladislao «el Calvo» | Ladislao «el Calvo» | Ladislao «el Calvo» | Ladislao «el Calvo» |                   |                   |                   |                   |                   |                   |                 |                 |  |  |       |       |       |       |       |       |
| Esteban I de Hungría | Esteban I de Hungría | Esteban I de Hungría    | Esteban I de Hungría    | Esteban I de Hungría    | Esteban I de Hungría    |                         |                         |                       |                       |                       |                       | una dama del clan Tátony | una dama del clan Tátony | una dama del clan Tátony | una dama del clan Tátony | una dama del clan Tátony | una dama del clan Tátony |                    |                    | Basilio (Vazul)   | Basilio (Vazul)   | Basilio (Vazul)         | Basilio (Vazul)         | Basilio (Vazul)         | Basilio (Vazul)         |                         |                         |                        |                        | Ladislao «el Calvo»    | Ladislao «el Calvo»    | Ladislao «el Calvo» | Ladislao «el Calvo» | Ladislao «el Calvo» | Ladislao «el Calvo» |                   |                   |                   |                   |                   |                   |                 |                 |  |  |       |       |       |       |       |       |
|                      |                      |                         |                         |                         |                         |                         |                         |                       |                       |                       |                       |                          |                          |                          |                          |                          |                          |                    |                    |                   |                   |                         |                         |                         |                         |                         |                         |                        |                        |                        |                        |                     |                     |                     |                     |                   |                   |                   |                   |                   |                   |                 |                 |  |  |       |       |       |       |       |       |
|                      |                      |                         |                         |                         |                         |                         |                         |                       |                       |                       |                       |                          |                          |                          |                          |                          |                          |                    |                    |                   |                   |                         |                         |                         |                         |                         |                         |                        |                        |                        |                        |                     |                     |                     |                     |                   |                   |                   |                   |                   |                   |                 |                 |  |  |       |       |       |       |       |       |
|                      |                      | concubina de Pilismarót | concubina de Pilismarót | concubina de Pilismarót | concubina de Pilismarót | concubina de Pilismarót | concubina de Pilismarót |                       |                       | Andrés I de Hungría   | Andrés I de Hungría   | Andrés I de Hungría      | Andrés I de Hungría      | Andrés I de Hungría      | Andrés I de Hungría      |                          |                          |                    |                    | Anastasia de Kiev | Anastasia de Kiev | Anastasia de Kiev       | Anastasia de Kiev       | Anastasia de Kiev       | Anastasia de Kiev       |                         |                         | Levente                | Levente                | Levente                | Levente                | Levente             | Levente             |                     |                     | Bela I de Hungría | Bela I de Hungría | Bela I de Hungría | Bela I de Hungría | Bela I de Hungría | Bela I de Hungría |                 |                 |  |  |       |       |       |       |       |       |
|                      |                      | concubina de Pilismarót | concubina de Pilismarót | concubina de Pilismarót | concubina de Pilismarót | concubina de Pilismarót | concubina de Pilismarót |                       |                       | Andrés I de Hungría   | Andrés I de Hungría   | Andrés I de Hungría      | Andrés I de Hungría      | Andrés I de Hungría      | Andrés I de Hungría      |                          |                          |                    |                    | Anastasia de Kiev | Anastasia de Kiev | Anastasia de Kiev       | Anastasia de Kiev       | Anastasia de Kiev       | Anastasia de Kiev       |                         |                         | Levente                | Levente                | Levente                | Levente                | Levente             | Levente             |                     |                     | Bela I de Hungría | Bela I de Hungría | Bela I de Hungría | Bela I de Hungría | Bela I de Hungría | Bela I de Hungría |                 |                 |  |  |       |       |       |       |       |       |
|                      |                      |                         |                         |                         |                         |                         |                         |                       |                       |                       |                       |                          |                          |                          |                          |                          |                          |                    |                    |                   |                   |                         |                         |                         |                         |                         |                         |                        |                        |                        |                        |                     |                     |                     |                     |                   |                   |                   |                   |                   |                   |                 |                 |  |  |       |       |       |       |       |       |
|                      |                      |                         |                         |                         |                         |                         |                         |                       |                       |                       |                       |                          |                          |                          |                          |                          |                          |                    |                    |                   |                   |                         |                         |                         |                         |                         |                         |                        |                        |                        |                        |                     |                     |                     |                     |                   |                   |                   |                   |                   |                   |                 |                 |  |  |       |       |       |       |       |       |
|                      |                      |                         |                         |                         |                         |                         |                         |                       |                       |                       |                       |                          |                          |                          |                          |                          |                          |                    |                    |                   |                   |                         |                         |                         |                         |                         |                         |                        |                        |                        |                        |                     |                     |                     |                     |                   |                   |                   |                   |                   |                   |                 |                 |  |  |       |       |       |       |       |       |
|                      |                      |                         |                         |                         |                         | Jorge                   | Jorge                   | Jorge                 | Jorge                 | Jorge                 | Jorge                 |                          |                          | Adelaida                 | Adelaida                 | Adelaida                 | Adelaida                 | Adelaida           | Adelaida           |                   |                   | Bratislao II de Bohemia | Bratislao II de Bohemia | Bratislao II de Bohemia | Bratislao II de Bohemia | Bratislao II de Bohemia | Bratislao II de Bohemia |                        |                        | Salomón de Hungría     | Salomón de Hungría     | Salomón de Hungría  | Salomón de Hungría  | Salomón de Hungría  | Salomón de Hungría  |                   |                   | Judit de Suabia   | Judit de Suabia   | Judit de Suabia   | Judit de Suabia   | Judit de Suabia | Judit de Suabia |  |  | David | David | David | David | David | David |
|                      |                      |                         |                         |                         |                         | Jorge                   | Jorge                   | Jorge                 | Jorge                 | Jorge                 | Jorge                 |                          |                          | Adelaida                 | Adelaida                 | Adelaida                 | Adelaida                 | Adelaida           | Adelaida           |                   |                   | Bratislao II de Bohemia | Bratislao II de Bohemia | Bratislao II de Bohemia | Bratislao II de Bohemia | Bratislao II de Bohemia | Bratislao II de Bohemia |                        |                        | Salomón de Hungría     | Salomón de Hungría     | Salomón de Hungría  | Salomón de Hungría  | Salomón de Hungría  | Salomón de Hungría  |                   |                   | Judit de Suabia   | Judit de Suabia   | Judit de Suabia   | Judit de Suabia   | Judit de Suabia | Judit de Suabia |  |  | David | David | David | David | David | David |

* Una mujer de origen jazar, pechenego o búlgaro del Volga.
** Györffy menciona que ella podría pertenecer a la dinastía de los Cometopulos en Bulgaria.